# Vipio radiatulus
Vipio radiatulus är en stekelart som först beskrevs av Thomson 1892.  Vipio radiatulus ingår i släktet Vipio och familjen bracksteklar. Inga underarter finns listade i Catalogue of Life.